# Claudia Ferri
 (octobre 2019).
Si vous disposez d'ouvrages ou d'articles de référence ou si vous connaissez des sites web de qualité traitant du thème abordé ici, merci de compléter l'article en donnant les références utiles à sa vérifiabilité et en les liant à la section « Notes et références ».
Claudia Ferri est une actrice québécoise née à Montréal (Canada).

## Filmographie
- 1989 : MacGyver (saison 5, épisode 3 "Cessez le feu") : Danielle
- 1994 : Sleeping with Strangers : Reporter Two
- 1996 : Hard Core Logo : Celine
- 1997 : Omertà II - La loi du silence ("Omertà II - La loi du silence") (feuilleton TV) : Christina Favara
- 1997 : Contrat sur un terroriste (The Assignment) : Maura Ramirez
- 1999 : Omertà, le dernier des hommes d'honneur (série télévisée) : Christina Panzonni
- 1999 : Chantage sans issue (36 Hours to Die) (TV) : Gordano
- 1999 : Bonanno: A Godfather's Story (TV) : Fanny Labruzzo (Older)
- 2000 : Artificial Lies : Audrey Wettering
- 2000 : Stardom : Ruth Levine
- 2001 : Soother : Mrs. Urbain
- 2001 : Killing Time : Connie
- 2001 : Snow in August (TV) : Leah
- 2001 : Viva la Frida! (TV) : Frida Kahlo
- 2001 : Un bébé pas comme les autres (No Ordinary Baby / After Amy) (TV) : Nurse Donovan
- 2001 : Dead Awake : Lena Savage
- 2003 : Ciao Bella (série télévisée) : Elena Batista
- 2003 : Mambo italiano : Anna Barberini
- 2003 : Les Aventures tumultueuses de Jack Carter (série télévisée) : Anna Bertoli
- 2005 : Pour l'amour de Millie (Saving Milly) (TV) : Norma Alvarado
- 2005 : Hunt for Justice (TV) : Tina
- 2007 : Mariage et Conséquences (Too Young to Marry) (TV) : Joan
- 2008 : Le Dernier Templier (mini-série) de Paolo Barzman : Agent du FBI Louisa Acevedo
- 2009 : Dédé, à travers les brumes : Cha Cha
- 2009 : La Bague de Sophia (Ring of Deceit) (TV)
- 2009 : Assassin's Creed: Lineage (TV) : Maria Auditore
- 2015-... : Unité 9 (TV) : Bétina Selanes
- 2018 : Faits divers (série télévisée) : Marietta Orsini
- 2022 : Arlette de Mariloup Wolfe : Margaret Macauly

## Nomination
- Nomination pour le Jutra de la meilleure actrice de soutien en 2004 pour Mambo Italiano